# European Trophy 2011
2. edycja European Trophy-  rozegrana została w dniach 11 sierpnia - 18 grudnia 2011. W turnieju wzięło udział dwadzieścia cztery zespoły z sześciu lig. Mecze rozgrywane były w trzydziestu dziewięciu miastach.
Druga edycja różniła się od pierwszej przede wszystkim zwiększoną z 18 do 24 liczbą drużyn, które wzięły udział w turnieju. Zespoły zostały podzielone na cztery dywizje, a nie jak przed rokiem na dwie. Również faza play-off rozgrywana była trzy miesiące od zakończenia fazy grupowej. W tej edycji nie rozgrywano również European Trophy juniorów.

## Faza grupowa
I etap rozgrywek odbył się w czterech dywizjach złożonych z sześciu zespołów. W rozgrywkach grupowych drużyny grały systemem każdy z każdym (mecz i rewanż). Skład każdej z dywizji został ustalony według kryteriów geograficznych.
| Dywizja Zachodnia                                                                                          | Dywizja Północna                                                                  | Dywizja Południowa                                                                           | Dywizja Wschodnia                                                                                               |
| --- | --------------------------------------------------------------------------------- | -------------------------------------------------------------------------------------------- | --- |
| - EC Red Bull Salzburg - Eisbären Berlin - Frölunda HC - Färjestad BK - Tappara Tampere - Turun Palloseura | - Djurgårdens IF - Slavia Praga - Sparta Praga - HIFK Hockey - Jokerit - Luleå HF | - Adler Mannheim - Bílí tygři Liberec - HC Pardubice - HC Kometa Brno - HV71 - Linköpings HC | - HC Czeskie Budziejowice - HC Pilzno 1929 - Slovan Bratysława - Kalevan Pallo - Oulun Kärpät - Vienna Capitals |

## Dywizja Zachodnia
Wyniki
| 11 sierpnia 2011 | Frölunda HC | 6:0 | Eisbären Berlin | Frölundaborg |

| Szczegóły      | Szczegóły | Szczegóły       | Szczegóły | Szczegóły                                                                       |
| -------------- | --- | --------------- | --------- | ------------------------------------------------------------------------------- |
| Godzina: 19:00 | P-J. Axelsson 04:06 (PP) M. Kahnberg 13:40 (EQ) F. Pettersson 27:10 (EQ) P. Johnsson 30:02 (EQ) T. Koivisto 43:57 (EQ) M. Pyörälä 59:36 (PP) | (2:0, 2:0, 2:0) |           | Widzów: 2.187 Sędzia główny: Morgan Johansson Sędziowie liniowi: Patrik Sjöberg |

| 11 sierpnia 2011 | Färjestad BK | 0:4 | EC Red Bull Salzburg | Björkhallen |

| Szczegóły      | Szczegóły | Szczegóły       | Szczegóły                                                                        | Szczegóły                                                                  |
| -------------- | --------- | --------------- | -------------------------------------------------------------------------------- | -------------------------------------------------------------------------- |
| Godzina: 19:00 |           | (0:1, 0:0, 0:3) | 16:24 (EQ) R. Abid 47:13 (EQ) D. Erlich 52:07 (ENG) M. Latusa 59:50 (EQ) M. Pöck | Widzów: 1.014 Sędzia główny: Wolmer Edqvist Sędziowie liniowi: Mikael Nord |

| 13 sierpnia 2011 | Frölunda HC | 3:2 | EC Red Bull Salzburg | Frölundaborg |

| Szczegóły      | Szczegóły                                                        | Szczegóły       | Szczegóły                               | Szczegóły                                                                       |
| -------------- | ---------------------------------------------------------------- | --------------- | --------------------------------------- | ------------------------------------------------------------------------------- |
| Godzina: 16:00 | J. Tolsa 07:52 (EQ) F. Eriksson 41:51 (EQ) M. Pyörälä 49:19 (PP) | (1:1, 0:1, 2:0) | 10:03 (EQ) S. Regier 23:19 (EQ) D. Bois | Widzów: 2.471 Sędzia główny: Morgan Johansson Sędziowie liniowi: Patrik Sjöberg |

| 13 sierpnia 2011 | Färjestad BK | 4:3 d. | Eisbären Berlin | Löfbergs Lila Arena |

| Szczegóły      | Szczegóły                                                                                  | Szczegóły              | Szczegóły                                                     | Szczegóły                                                                   |
| -------------- | ------------------------------------------------------------------------------------------ | ---------------------- | ------------------------------------------------------------- | --------------------------------------------------------------------------- |
| Godzina: 19:00 | Ch. Berglund 06:34 (EQ) R. Sterner 09:37 (EQ) S. Lindström 26:21 (EQ) M. Nygren 61:46 (PP) | (2:1, 1:1, 0:1 d. 1:0) | 00:29 (EQ) D. Olver 24:52 (SH) T. Mulock 50:23 (EQ) J. Talbot | Widzów: 2.687 Sędzia główny: Mikael Sjökvist Sędziowie liniowi: Mikael Nord |

| 18 sierpnia 2011 | Tappara Tampere | 3:4 k. | Frölunda HC | Hakametsä Areena |

| Szczegóły      | Szczegóły                                                         | Szczegóły                     | Szczegóły                                                                             | Szczegóły                                                                   |
| -------------- | ----------------------------------------------------------------- | ----------------------------- | ------------------------------------------------------------------------------------- | --------------------------------------------------------------------------- |
| Godzina: 18:30 | N. Lähde 33:47 (EQ) J-M. Järvinen 44:07 (PP) J. Tenute 52:29 (SH) | (0:1, 1:2, 2:0 d. 0:0 k. 0:1) | 16:05 (EQ) J. Lundqvist 23:22 (EQ) N. Lasu 29:38 (PP) M. Kahnberg (PEN) P-J. Axelsson | Widzów: 3.010 Sędzia główny: Timo Favorin Sędziowie liniowi: Jari Leppäalho |

| 18 sierpnia 2011 | Turun Palloseura | 2:1 d. | Färjestad BK | HK Arena |

| Szczegóły      | Szczegóły                                 | Szczegóły              | Szczegóły             | Szczegóły                                                                     |
| -------------- | ----------------------------------------- | ---------------------- | --------------------- | ----------------------------------------------------------------------------- |
| Godzina: 18:30 | T. Plíhal 18:01 (PP) T. Plíhal 63:17 (PP) | (1:0, 0:1, 0:0 d. 1:0) | 28:01 (PP) E. Thorell | Widzów: 2.309 Sędzia główny: Stefan Fonselius Sędziowie liniowi: Antti Orelma |

| 19 sierpnia 2011 | Eisbären Berlin | 0:5 | EC Red Bull Salzburg | O2 World |

| Szczegóły      | Szczegóły | Szczegóły       | Szczegóły | Szczegóły                                                                     |
| -------------- | --------- | --------------- | --- | ----------------------------------------------------------------------------- |
| Godzina: 19:30 |           | (0:2, 0:2, 0:1) | 12:13 (EQ) J. Williams 12:50 (EQ) M. Trattnig 22:01 (EQ) D. Erlich 33:14 (PP) D. Heinrich 52:29 (EQ) D. Erlich | Widzów: 8.900 Sędzia główny: Richard Schütz Sędziowie liniowi: Jens Steinecke |

| 20 sierpnia 2011 | Tappara Tampere | 2:4 | Färjestad BK | Hakametsä Areena |

| Szczegóły      | Szczegóły                                         | Szczegóły       | Szczegóły                                                                               | Szczegóły                                                                   |
| -------------- | ------------------------------------------------- | --------------- | --------------------------------------------------------------------------------------- | --------------------------------------------------------------------------- |
| Godzina: 17:00 | J-M. Järvinen 02:31 (EQ) J-M. Järvinen 45:17 (EQ) | (1:1, 0:2, 1:1) | 15:07 (EQ) M. Paulsson 22:13 (EQ) M. Holtet 30:59 (EQ) R. Sterner 45:43 (EQ) R. Sterner | Widzów: 2.810 Sędzia główny: Jussi Leppänen Sędziowie liniowi: Tero Toivola |

| 20 sierpnia 2011 | Turun Palloseura | 3:2 k. | Frölunda HC | HK Arena |

| Szczegóły      | Szczegóły                                                  | Szczegóły                     | Szczegóły                                        | Szczegóły                                                                |
| -------------- | ---------------------------------------------------------- | ----------------------------- | ------------------------------------------------ | ------------------------------------------------------------------------ |
| Godzina: 17:00 | T. Plíhal 19:25 (PP) M. Anttila 50:30 (EQ) M. Birner (PEN) | (0:0, 1:1, 1:1 d. 0:0 k. 1:0) | 24:47 (SH) P-J. Axelsson 57:23 (EQ) H. Tömmernes | Widzów: 2.465 Sędzia główny: Jari Levonen Sędziowie liniowi: Antti Boman |

| 25 sierpnia 2011 | EC Red Bull Salzburg | 3:8 | Tappara Tampere | Eisarena Salzburg |

| Szczegóły      | Szczegóły                                                        | Szczegóły       | Szczegóły | Szczegóły                                                                 |
| -------------- | ---------------------------------------------------------------- | --------------- | --- | ------------------------------------------------------------------------- |
| Godzina: 19:15 | S. Regier 06:32 (EQ) M. Latusa 12:38 (PP) D. Heinrich 30:04 (EV) | (2:1, 1:4, 0:3) | 17:57 (EV) S. Venäläinen 24:14 (EQ) K. Strömberg 26:25 (PP) S. Venäläinen 33:33 (PP2) T. Mäntylä 34:03 (EQ) J. Halme 48:31 (SH) J. Makkonen 51:18 (EQ) J. Leimu 53:13 (EQ) J. Cepis | Widzów: 1.276 Sędzia główny: Georg Veit Sędziowie liniowi: Wolfgang Fussi |

| 25 sierpnia 2011 | Eisbären Berlin | 4:3 | Turun Palloseura | EnergieVerbund Arena |

| Szczegóły      | Szczegóły                                                                            | Szczegóły       | Szczegóły                                                         | Szczegóły                                                                     |
| -------------- | ------------------------------------------------------------------------------------ | --------------- | ----------------------------------------------------------------- | ----------------------------------------------------------------------------- |
| Godzina: 20:00 | R. Regehr 24:12 (PP2) J. Talbot 27:42 (DP) N. Angell 43:31 (PP) J. Talbot 59:32 (DP) | (0:1, 2:0, 2:2) | 19:30 (PP) T. Plíhal 34:52 (EQ) J. Hattunen 35:32 (EQ) M. Anttila | Widzów: 2.050 Sędzia główny: Georg Jakublov Sędziowie liniowi: Jens Steinecke |

| 27 sierpnia 2011 | EC Red Bull Salzburg | 4:2 | Turun Palloseura | Eisarena Salzburg |

| Szczegóły      | Szczegóły                                                                      | Szczegóły       | Szczegóły                                 | Szczegóły                                                                   |
| -------------- | ------------------------------------------------------------------------------ | --------------- | ----------------------------------------- | --------------------------------------------------------------------------- |
| Godzina: 19:15 | T. Raffl 04:11 (EQ) R. Abid 20:45 (EQ) T. Raffl 47:49 (EQ) R. Earl 59:30 (ENG) | (1:0, 1:1, 2:1) | 28:38 (EQ) G. Raboin 58:51 (PP) T. Plíhal | Widzów: 1.342 Sędzia główny: Thomas Bernecker Sędziowie liniowi: Georg Veit |

| 27 sierpnia 2011 | Eisbären Berlin | 1:0 | Tappara Tampere | Kunsteisstadion Crimmitschau |

| Szczegóły      | Szczegóły            | Szczegóły       | Szczegóły | Szczegóły                                                                     |
| -------------- | -------------------- | --------------- | --------- | ----------------------------------------------------------------------------- |
| Godzina: 20:00 | R. Regehr 22:37 (PP) | (1:0, 0:0, 0:0) |           | Widzów: 2.123 Sędzia główny: Richard Schütz Sędziowie liniowi: Jens Steinecke |

| 1 września 2011 | Turun Palloseura | 3:1 | Tappara Tampere | HK Arena |

| Szczegóły      | Szczegóły                                                        | Szczegóły       | Szczegóły             | Szczegóły                                                                       |
| -------------- | ---------------------------------------------------------------- | --------------- | --------------------- | ------------------------------------------------------------------------------- |
| Godzina: 18:30 | R. Stone 21:14 (PP2) T. Seppänen 35:15 (EQ) T. Laakso 44:05 (SH) | (0:1, 2:0, 1:0) | 04:19 (EQ) J. Peltola | Widzów: 2.922 Sędzia główny: Stefan Fonselius Sędziowie liniowi: Aleksi Rantala |

| 4 września 2011 | Färjestad BK | 1:4 | Frölunda HC | Löfbergs Lila Arena |

| Szczegóły      | Szczegóły             | Szczegóły       | Szczegóły                                                                                   | Szczegóły                                                                     |
| -------------- | --------------------- | --------------- | ------------------------------------------------------------------------------------------- | ----------------------------------------------------------------------------- |
| Godzina: 16:00 | R. Sterner 39:25 (EQ) | (0:4, 1:0, 0:0) | 01:06 (EQ) M. Kahnberg 04:59 (EQ) T. Koivisto 06:04 (EQ) V. Svedberg 17:03 (EQ) M. Kahnberg | Widzów: 7.352 Sędzia główny: Wolmer Edqvist Sędziowie liniowi: Patrik Sjöberg |

Tabela Dywizji Zachodniej
| Lp. | Zespół               | M | Pkt | W | WpD | PpD | P | G + | G - | +/- |
| --- | -------------------- | - | --- | - | --- | --- | - | --- | --- | --- |
| 1   | Frölunda HC          | 8 | 18  | 5 | 1   | 1   | 1 | 32  | 19  | +13 |
| 2   | Eisbären Berlin      | 8 | 13  | 4 | 0   | 1   | 3 | 18  | 26  | -8  |
| 3   | EC Red Bull Salzburg | 8 | 12  | 4 | 0   | 0   | 4 | 27  | 25  | +2  |
| 4   | Turun Palloseura     | 8 | 11  | 2 | 2   | 1   | 3 | 19  | 20  | -1  |
| 5   | Färjestad BK         | 8 | 10  | 2 | 1   | 2   | 3 | 15  | 22  | -7  |
| 6   | Tappara Tampere      | 8 | 5   | 1 | 0   | 2   | 5 | 21  | 28  | -7  |

Lp. = lokata, M = liczba rozegranych spotkań, Pkt = Liczba zdobytych punktów, W = Wygrane, WpD = Wygrane po dogrywce lub karnych, PpD = Porażki po dogrywce lub karnych, P = Porażki, G+ = Gole strzelone, G- = Gole stracone, +/- = bilans bramek

## Dywizja Północna
Wyniki
| 11 sierpnia 2011 | Djurgårdens IF | 5:2 | Slavia Praga | Hovet |

| Szczegóły      | Szczegóły                                                                                                  | Szczegóły       | Szczegóły                                 | Szczegóły                                                                     |
| -------------- | --- | --------------- | ----------------------------------------- | ----------------------------------------------------------------------------- |
| Godzina: 19:00 | M. Nilson 01:12 (PP) J. Almtorp 20:26 (PP) Ch. Eklund 21:50 (EQ) P. Cehlin 34:28 (EQ) J. Norman 40:31 (PP) | (1:1, 3:0, 1:1) | 18:40 (EQ) T. Svoboda 59:05 (EQ) J. Hertl | Widzów: 1.743 Sędzia główny: Ulf Rönnmark Sędziowie liniowi: Christer Lärking |

| 13 sierpnia 2011 | Djurgårdens IF | 4:2 | Sparta Praga | Hovet |

| Szczegóły      | Szczegóły                                                                                         | Szczegóły       | Szczegóły                               | Szczegóły                                                                         |
| -------------- | ------------------------------------------------------------------------------------------------- | --------------- | --------------------------------------- | --------------------------------------------------------------------------------- |
| Godzina: 16:00 | M. Tjärnqvist 06:13 (EQ) M. Carlsson 20:52 (PP) M. Tjärnqvist 29:14 (EQ) M. Tjärnqvist 46:48 (PP) | (1:0, 2:1, 1:1) | 31:22 (EQ) M. Broš 58:50 (PP) A. Foster | Widzów: 1.248 Sędzia główny: Christer Lärking Sędziowie liniowi: Niclas Johansson |

| 13 sierpnia 2011 | HIFK Hockey | 4:1 | Jokerit | Tikkurilan Valtti Areena |

| Szczegóły      | Szczegóły                                                                            | Szczegóły       | Szczegóły           | Szczegóły                                                                       |
| -------------- | ------------------------------------------------------------------------------------ | --------------- | ------------------- | ------------------------------------------------------------------------------- |
| Godzina: 17:00 | E. Pöysti 04:28 (EQ) K. Kuhta 18:02 (PP) P. Wirtanen 24:32 (EQ) M. Jokela 33:58 (EQ) | (1:1, 3:0, 1:1) | 51:42 (EQ) B. Eaves | Widzów: 1.800 Sędzia główny: Jukka Hakkarainen Sędziowie liniowi: Tom Laaksonen |

| 13 sierpnia 2011 | Luleå HF | 1:2 | Slavia Praga | Coop Arena |

| Szczegóły      | Szczegóły           | Szczegóły       | Szczegóły                                  | Szczegóły                                                                      |
| -------------- | ------------------- | --------------- | ------------------------------------------ | ------------------------------------------------------------------------------ |
| Godzina: 18:30 | J. Vihko 48:39 (PP) | (0:1, 0:0, 1:1) | 06:57 (EQ) T. Svoboda 56:55 (EQ) D. Jaskin | Widzów: 4.057 Sędzia główny: Marcus Vinnerborg Sędziowie liniowi: Tobias Björk |

| 14 sierpnia 2011 | Luleå HF | 2:1 | Sparta Praga | Coop Arena |

| Szczegóły      | Szczegóły                                   | Szczegóły       | Szczegóły             | Szczegóły                                                                      |
| -------------- | ------------------------------------------- | --------------- | --------------------- | ------------------------------------------------------------------------------ |
| Godzina: 17:00 | S. Sandell 24:29 (PP) K. Komarek 30:31 (EQ) | (0:0, 2:1, 0:0) | 39:30 (EQ) P. Tenkrát | Widzów: 3.872 Sędzia główny: Marcus Vinnerborg Sędziowie liniowi: Linus Öhlund |

| 18 sierpnia 2011 | Jokerit | 2:1 | Luleå HF | Tikkurilan Valtti Areena |

| Szczegóły      | Szczegóły                                     | Szczegóły       | Szczegóły           | Szczegóły                                                                   |
| -------------- | --------------------------------------------- | --------------- | ------------------- | --------------------------------------------------------------------------- |
| Godzina: 18:30 | I. Filppula 15:36 (EQ) I. Filppula 24:07 (EQ) | (1:0, 1:0, 0:1) | 40:52 (PP) E. Fälth | Widzów: 1.204 Sędzia główny: Jussi Leppänen Sędziowie liniowi: Tero Toivola |

| 19 sierpnia 2011 | Slavia Praga | 2:6 | Sparta Praga | Eden Arena, Praga |

| Szczegóły      | Szczegóły                                   | Szczegóły       | Szczegóły | Szczegóły                                                                 |
| -------------- | ------------------------------------------- | --------------- | --- | ------------------------------------------------------------------------- |
| Godzina: 17:30 | J. Doležal 21:36 (PP) J. Sklenář 41:58 (PP) | (0:2, 1:3, 1:1) | 00:38 (EQ) P. Jansky 18:28 (EQ) P. Tenkrát 20:20 (EQ) T. Milam 20:36 (PP) P. Ton 24:39 (PP) P. Tenkrát 56:27 (EQ) M. Bližňák | Widzów: 2.280 Sędzia główny: Michal Hrubý Sędziowie liniowi: Jakub Smitka |

| 19 sierpnia 2011 | HIFK Hockey | 5:2 | Luleå HF | Tikkurilan Valtti Areena |

| Szczegóły      | Szczegóły | Szczegóły       | Szczegóły                                       | Szczegóły                                                                       |
| -------------- | --- | --------------- | ----------------------------------------------- | ------------------------------------------------------------------------------- |
| Godzina: 18:30 | K. Hirschovits 14:32 (PP) M. Granlund 18:58 (EQ) V. Peltonen 29:25 (EQ) I. Melart 41:38 (EQ) T. Söderholm 53:03 (PP) | (2:1, 1:1, 2:0) | 15:00 (EQ) S. Hjalmarsson 35:56 (PP) T. Jaakola | Widzów: 1.548 Sędzia główny: Jukka Hakkarainen Sędziowie liniowi: Tom Laaksonen |

| 20 sierpnia 2011 | Jokerit | 1:4 | Djurgårdens IF | Tikkurilan Valtti Areena |

| Szczegóły      | Szczegóły           | Szczegóły       | Szczegóły                                                                                | Szczegóły                                                                     |
| -------------- | ------------------- | --------------- | ---------------------------------------------------------------------------------------- | ----------------------------------------------------------------------------- |
| Godzina: 19:00 | B. Eaves 34:24 (EQ) | (0:1, 1:3, 0:0) | 09:31 (PP) K. Klubertanz 33:41 (EQ) M. Kempe 37:12 (EQ) M. Nilson 38:00 (PP) K. Ottosson | Widzów: 1.524 Sędzia główny: Tom Laaksonen Sędziowie liniowi: Mikko Kaukokari |

| 21 sierpnia 2011 | HIFK Hockey | 4:3 d. | Djurgårdens IF | Tikkurilan Valtti Areena |

| Szczegóły      | Szczegóły                                                                                  | Szczegóły               | Szczegóły                                                               | Szczegóły                                                                     |
| -------------- | ------------------------------------------------------------------------------------------ | ----------------------- | ----------------------------------------------------------------------- | ----------------------------------------------------------------------------- |
| Godzina: 19:00 | M. Jokela 09:07 (EQ) V. Peltonen 10:24 (SH) E. Pöysti 19:40 (EQ) K. Hirschovits 63:28 (PP) | (3:0, 0:2, 0:1, d. 1:0) | 25:21 (PP) A. Holmqvist 36:47 (EQ) F. Claesson 55:02 (EQ) K. Klubertanz | Widzów: 1.800 Sędzia główny: Mikko Kaukokari Sędziowie liniowi: Tom Laaksonen |

| 25 sierpnia 2011 | Slavia Praga | 2:4 | Jokerit | Eden Arena, Praga |

| Szczegóły      | Szczegóły                                 | Szczegóły       | Szczegóły                                                                            | Szczegóły                                                              |
| -------------- | ----------------------------------------- | --------------- | ------------------------------------------------------------------------------------ | ---------------------------------------------------------------------- |
| Godzina: 17:30 | V. Roth 20:42 (PP2) V. Růžička 44:18 (PP) | (0:3, 1:1, 1:0) | 13:34 (PP) T. Pulkkinen 15:15 (EQ) J. Dehner 15:36 (EQ) J. Lahti 20:56 (SH) B. Eaves | Widzów: 920 Sędzia główny: Milan Minář Sędziowie liniowi: Martin Fraňo |

| 25 sierpnia 2011 | Sparta Praga | 3:2 | HIFK Hockey | Tesla Arena, Praga |

| Szczegóły      | Szczegóły                                                        | Szczegóły       | Szczegóły                                   | Szczegóły                                                                   |
| -------------- | ---------------------------------------------------------------- | --------------- | ------------------------------------------- | --------------------------------------------------------------------------- |
| Godzina: 18:30 | P. Jansky 45:47 (PP) P. Tenkrát 47:40 (EQ) P. Tenkrát 57:14 (EQ) | (0:0, 0:1, 3:1) | 21:55 (EQ) Ch. Silfver 54:10 (EQ) J. Ahtola | Widzów: 988 Sędzia główny: Antonín Jeřábek Sędziowie liniowi: Štěpán Souček |

| 27 sierpnia 2011 | Slavia Praga | 2:3 k. | HIFK Hockey | Eden Arena, Praga |

| Szczegóły      | Szczegóły                                   | Szczegóły                       | Szczegóły                                                      | Szczegóły                                                           |
| -------------- | ------------------------------------------- | ------------------------------- | -------------------------------------------------------------- | ------------------------------------------------------------------- |
| Godzina: 16:30 | P. Kadlec 19:55 (PP2) T. Svoboda 53:55 (EQ) | (1:1, 0:0, 1:1, d. 0:0, k. 0:1) | 04:20 (PP) E. Somervuori 42:36 (EQ) M. Åsten (PEN) M. Granlund | Widzów: 655 Sędzia główny: Pavel Hodek Sędziowie liniowi: Robin Sir |

| 27 sierpnia 2011 | Sparta Praga | 2:4 | Jokerit | Tesla Arena, Praga |

| Szczegóły      | Szczegóły                                | Szczegóły       | Szczegóły                                                                           | Szczegóły                                                                   |
| -------------- | ---------------------------------------- | --------------- | ----------------------------------------------------------------------------------- | --------------------------------------------------------------------------- |
| Godzina: 17:00 | M. Broš 58:57 (EQ) Y. Treille 59:57 (EQ) | (0:0, 0:4, 2:0) | 21:36 (SH) J. Lahti 30:48 (PP) T. Pulkkinen 35:07 (EQ) B. Eaves 35:39 (EQ) P. Kalus | Widzów: 842 Sędzia główny: Ján Hribik Sędziowie liniowi: František Kalivoda |

| 1 września 2011 | Djurgårdens IF | 2:3 | Luleå HF | Hovet, Sztokholm |

| Szczegóły      | Szczegóły                                    | Szczegóły       | Szczegóły                                                          | Szczegóły                                                                      |
| -------------- | -------------------------------------------- | --------------- | ------------------------------------------------------------------ | ------------------------------------------------------------------------------ |
| Godzina: 19:00 | Ch. Eklund 09:47 (EQ) K. Ottosson 42:25 (EQ) | (1:0, 0:2, 1:1) | 26:25 (PP) D. Fleury 26:56 (EQ) S. Enterfeldt 56:09 (PP) D. Fleury | Widzów: 2.944 Sędzia główny: Thomas Andersson Sędziowie liniowi: David Bergman |

Tabela Dywizji Północnej
| Lp. | Zespół         | M | Pkt | W | WpD | PpD | P | G + | G - | +/- |
| --- | -------------- | - | --- | - | --- | --- | - | --- | --- | --- |
| 1   | Jokerit        | 8 | 18  | 6 | 0   | 0   | 2 | 29  | 18  | +11 |
| 2   | Luleå HF       | 8 | 14  | 4 | 1   | 0   | 3 | 23  | 21  | +2  |
| 3   | Djurgårdens IF | 8 | 13  | 4 | 0   | 1   | 3 | 25  | 20  | +5  |
| 4   | HIFK Hockey    | 8 | 13  | 3 | 2   | 0   | 3 | 24  | 19  | +5  |
| 5   | Sparta Praga   | 8 | 10  | 3 | 0   | 1   | 4 | 20  | 23  | -3  |
| 6   | Slavia Praga   | 8 | 7   | 2 | 0   | 1   | 5 | 18  | 29  | -11 |

Lp. = lokata, M = liczba rozegranych spotkań, Pkt = Liczba zdobytych punktów, W = Wygrane, WpD = Wygrane po dogrywce lub karnych, PpD = Porażki po dogrywce lub karnych, P = Porażki, G+ = Gole strzelone, G- = Gole stracone, +/- = bilans bramek

## Dywizja Południowa
Wyniki
| 11 sierpnia 2011 | HC Pardubice | 3:2 | Linköpings HC | Arena Hradec Králové, Hradec Králové |

| Szczegóły      | Szczegóły                                                     | Szczegóły       | Szczegóły                                      | Szczegóły                                                                 |
| -------------- | ------------------------------------------------------------- | --------------- | ---------------------------------------------- | ------------------------------------------------------------------------- |
| Godzina: 20:00 | C. Elkins 18:27 (PP) C. Elkins 35:24 (PP) D. Rakos 47:21 (EQ) | (1:0, 1:1, 1:1) | 28:31 (PP) K. Dahlbeck 56:53 (PP) C. Söderberg | Widzów: 1.342 Sędzia główny: Martin Homola Sędziowie liniowi: Milan Polák |

| 13 sierpnia 2011 | HC Pardubice | 3:2 | HV71 | ČEZ Aréna, Pardubice |

| Szczegóły      | Szczegóły                                                     | Szczegóły       | Szczegóły                                     | Szczegóły                                                                       |
| -------------- | ------------------------------------------------------------- | --------------- | --------------------------------------------- | ------------------------------------------------------------------------------- |
| Godzina: 19:30 | T. Nosek 06:54 (EQ) L. Radil 41:48 (EQ) T. Zohorna 45:11 (EQ) | (1:0, 0:0, 2:2) | 40:34 (EQ) J. Joensuu 52:04 (EQ) J. Thörnberg | Widzów: 3.528 Sędzia główny: František Kalivoda Sędziowie liniowi: Jakub Smitka |

| 13 sierpnia 2011 | HC Kometa Brno | 5:4 k. | Linköpings HC | Hala Rondo, Brno |

| Szczegóły      | Szczegóły | Szczegóły                       | Szczegóły                                                                                 | Szczegóły                                                                     |
| -------------- | --- | ------------------------------- | ----------------------------------------------------------------------------------------- | ----------------------------------------------------------------------------- |
| Godzina: 19:35 | T. Pospíšil 31:22 (PP) T. Pospíšil 35:04 (EQ) A. Podkonický 54:15 (EQ) M. Holec 55:13 (EQ) T. Pospíšil (PEN) | (0:2, 2:2, 2:0, d. 0:0, k. 1:0) | 12:10 (PP) A. Molinder 14:39 (EQ) M. Håkanson 22:31 (PP) A. Jämtin 37:39 (EQ) M. Håkanson | Widzów: 3.946 Sędzia główny: Martin Homola Sędziowie liniowi: Antonín Jeřábek |

| 14 sierpnia 2011 | HC Kometa Brno | 2:3 | HV71 | Hala Rondo, Brno |

| Szczegóły      | Szczegóły                                 | Szczegóły       | Szczegóły                                                            | Szczegóły                                                                 |
| -------------- | ----------------------------------------- | --------------- | -------------------------------------------------------------------- | ------------------------------------------------------------------------- |
| Godzina: 19:35 | T. Pospíšil 03:42 (PP) R. Erat 56:36 (PP) | (1:1, 0:0, 1:2) | 08:49 (PP) J. Voutilainen 42:14 (EQ) A. Falk 45:22 (EQ) J. Davidsson | Widzów: 3.355 Sędzia główny: Pavel Vaculík Sędziowie liniowi: Milan Minář |

| 16 sierpnia 2011 | Bílí tygři Liberec | 1:2 | HC Kometa Brno | Svijanská Aréna, Liberec |

| Szczegóły      | Szczegóły            | Szczegóły       | Szczegóły                                  | Szczegóły                                                                     |
| -------------- | -------------------- | --------------- | ------------------------------------------ | ----------------------------------------------------------------------------- |
| Godzina: 18:30 | J. Kudrna 54:50 (PP) | (0:0, 0:2, 1:0) | 25:18 (EQ) H. Zohorna 39:38 (PP) J. Svrcek | Widzów: 1.500 Sędzia główny: Ján Hribik Sędziowie liniowi: František Kalivoda |

| 18 sierpnia 2011 | Bílí tygři Liberec | 2:1 d. | HC Pardubice | Svijanská Aréna, Liberec |

| Szczegóły      | Szczegóły                                     | Szczegóły               | Szczegóły            | Szczegóły                                                               |
| -------------- | --------------------------------------------- | ----------------------- | -------------------- | ----------------------------------------------------------------------- |
| Godzina: 18:30 | M. Bartovič 52:23 (EQ) M. Bartovič 60:52 (EQ) | (0:0, 0:0, 1:1, d. 1:0) | 41:55 (EQ) R. Kousal | Widzów: 1.500 Sędzia główny: Ján Hribik Sędziowie liniowi: Jakub Smitka |

| 19 sierpnia 2011 | Adler Mannheim | 5:4 | HC Kometa Brno | Tiroler Wasserkraft Arena, Innsbruck |

| Szczegóły      | Szczegóły                                                                                                  | Szczegóły       | Szczegóły                                                                              | Szczegóły                                                                            |
| -------------- | --- | --------------- | -------------------------------------------------------------------------------------- | ------------------------------------------------------------------------------------ |
| Godzina: 19:30 | A. Mitchell 29:59 (EQ) F. Mauer 40:40 (EQ) J. Sifers 47:55 (PP) A. Mitchell 51:27 (PP) F. Mauer 59:01 (EQ) | (0:0, 1:0, 4:4) | 43:03 (EQ) P. Šenkeřík 47:03 (SH) T. Pospíšil 48:03 (PP) R. Bičánek 59:48 (EQ) R. Erat | Widzów: 650 Sędzia główny: Daniel Piechaczek Sędziowie liniowi: Florian Zehetleitner |

| 20 sierpnia 2011 | Adler Mannheim | 1:0 | HC Pardubice | Tiroler Wasserkraft Arena, Innsbruck |

| Szczegóły      | Szczegóły          | Szczegóły       | Szczegóły | Szczegóły                                                                            |
| -------------- | ------------------ | --------------- | --------- | ------------------------------------------------------------------------------------ |
| Godzina: 17:00 | D. Reul 12:25 (EQ) | (1:0, 0:0, 0:0) |           | Widzów: 900 Sędzia główny: Daniel Piechaczek Sędziowie liniowi: Florian Zehetleitner |

| 23 sierpnia 2011 | HV71 | 2:3 d. | Linköpings HC | Bredstorpshallen, Tranås |

| Szczegóły      | Szczegóły                                        | Szczegóły               | Szczegóły                                                        | Szczegóły                                                                         |
| -------------- | ------------------------------------------------ | ----------------------- | ---------------------------------------------------------------- | --------------------------------------------------------------------------------- |
| Godzina: 19:00 | F. Bremberg 06:56 (EQ) J. Voutilainen 34:03 (PP) | (1:0, 1:2, 0:0, d. 0:1) | 29:28 (PP) A. Jämtin 29:49 (EQ) V. Jigmalm 64:05 (EV) J. Erikson | Widzów: 1.274 Sędzia główny: Christer Lärking Sędziowie liniowi: Niclas Johansson |

| 25 sierpnia 2011 | HV71 | 0:3 | Bílí tygři Liberec | Nässjö Ishall, Nässjö |

| Szczegóły      | Szczegóły | Szczegóły       | Szczegóły                                                       | Szczegóły                                                                   |
| -------------- | --------- | --------------- | --------------------------------------------------------------- | --------------------------------------------------------------------------- |
| Godzina: 19:00 |           | (0:2, 0:0, 0:1) | 09:21 (EQ) P. Nedvěd 12:59 (EQ) J. Kudrna 58:40 (ENG) D. Špaček | Widzów: 812 Sędzia główny: Morgan Johansson Sędziowie liniowi: Marcus Linde |

| 25 sierpnia 2011 | Linköpings HC | 2:0 | Adler Mannheim | Stångebrohallen, Linköping |

| Szczegóły      | Szczegóły                                     | Szczegóły       | Szczegóły | Szczegóły                                                                     |
| -------------- | --------------------------------------------- | --------------- | --------- | ----------------------------------------------------------------------------- |
| Godzina: 19:00 | M. Håkanson 19:03 (PP) N. Hävelid 56:36 (PP2) | (1:0, 0:0, 1:0) |           | Widzów: 1.653 Sędzia główny: Pär Claesson Sędziowie liniowi: Niclas Johansson |

| 27 sierpnia 2011 | HV71 | 4:3 | Adler Mannheim | Aplarinken, Värnamo |

| Szczegóły      | Szczegóły                                                                                  | Szczegóły       | Szczegóły                                                         | Szczegóły                                                                    |
| -------------- | ------------------------------------------------------------------------------------------ | --------------- | ----------------------------------------------------------------- | ---------------------------------------------------------------------------- |
| Godzina: 16:00 | F. Bremberg 02:29 (EQ) J. Voutilainen 06:51 (PP) J. Joensuu 46:02 (EQ) P. Ledin 51:19 (EQ) | (0:0, 2:2, 2:1) | 12:21 (EV) R. Arendt 19:56 (PP) S. Wagner 53:09 (EQ) C. MacDonald | Widzów: 890 Sędzia główny: Morgan Johansson Sędziowie liniowi: Pehr Claesson |

## Nagrody indywidualne
- Najlepszy zawodnik turnieju:  Ben Eaves (Jokerit)[1]
- Najlepszy bramkarz turnieju:  Rob Zepp (Eisbären Berlin)[2]
- Najlepszy obrońca turnieju:  Jimmy Sharrow (Eisbären Berlin)[2]
- Najlepszy napastnik turnieju:  André Petersson (HV71)[2]